# Roger Melin
Roger Melin, född 25 april 1956 i Enköping, är huvudtränare för AIK i Hockeyallsvenskan.
Melin har tidigare varit aktiv både som ishockeyspelare och tränare.

## Biografi

### Tränarkarriär
Melin har tränat bland annat Brynäs IF, där han tog SM-guld säsongen 1998/1999, Rögle BK, Hammarby IF och Linköping HC. Säsongen 2007/2008 tränade han Färjestads BK. I december 2007 ersatte han Per Bäckman som tränare i Frölunda HC. Våren 2010 förde han upp AIK till Elitserien och ledde dessutom laget till slutspel under första säsongen där. I februari 2012 bekräftade Melin att han efter fyra år skulle sluta som tränare för AIK efter säsongen 2011/2012. Inför säsongen 2012/2013 återvände Roger Melin till Linköping HC som tränare och skrev ett treårskontrakt med klubben. Melin var dessutom huvudtränare för Brynäs IF under 2017, då han fick sparken under pågående säsong. Därefter agerade Melin under samma säsong rådgivare åt ledarstaben i Almtuna IS.
I en intervju från juni 2018 sade Melin att han ännu inte gett upp tränarkarriären och att han kunde tänka sig att vara förbundskapten för något utländskt landslag. Senare i december under samma år blev han klar som tränare för Leksands IF.
Melins ledarstil har beskrivits som sansad, lugn och att den bygger mycket på spelarens egna ansvar.

### Klubbar som tränare
1986–1989: Enköping 

1989–1991: RA 73 

1991–1993: Väsby 

1993–1994: Hammarby 

1994–1998: Arlanda HC 

1998–2002: Brynäs IF 

2002–2003: Rögle BK 

2003–2006: Linköping HC 

2006–2008: Färjestad BK (sparkades under säsongen) 

2008: Frölunda HC 

2008–2012: AIK 

2012–2015: Linköping HC 

2015–2017: AIK 

2017: Brynäs IF (sparkades under säsongen) 

2017–2018: Almtuna IS (jobbade som rådgivare)

2018–2020: Leksands IF (sparkades under säsongen)

2020: AIK 

2022–2023: AIK (jobbade som rådgivare)

2024–2025: AIK